# Gare de Raves - Ban-de-Laveline
La gare de Raves - Ban-de-Laveline est une gare ferroviaire française de la ligne de Strasbourg-Ville à Saint-Dié située sur la commune de Raves, à proximité de Ban-de-Laveline, dans le département des Vosges. 
Elle est mise en service en 1923 par la Compagnie des chemins de fer de l'Est avant de devenir en 1928 une gare de Administration des chemins de fer d'Alsace et de Lorraine.
C'était une halte voyageurs de la Société nationale des chemins de fer français (SNCF) du réseau TER Grand Est, desservie par des trains express régionaux.

## Situation ferroviaire
Établie à 384 mètres d'altitude, la gare de Raves - Ban-de-Laveline est située au point kilométrique 78,826 de la ligne de Strasbourg-Ville à Saint-Dié entre les gares de Lesseux (fermée) et de Sainte-Marguerite - Remomeix (fermée), dans chaque direction les gares ouvertes suivantes sont celles de Provenchères-sur-Fave et de Saint-Dié-des-Vosges.

## Histoire
La « station de Raves-Ban-de-Laveline » est mise en service le 20 août 1923 par la Compagnie des chemins de fer de l'Est lorsqu'elle ouvre à l'exploitation la section de Saint-Dié à Provenchères-sur-Fave. 
La station, comme la ligne, est reprise en exploitation le 22 octobre 1928 par l'Administration des chemins de fer d'Alsace et de Lorraine (AL) qui l'ouvre au service complet de la grande et de la petite vitesse.
En 2014, c'est une gare voyageurs d'intérêt local (catégorie C : moins de 100 000 voyageurs par an de 2010 à 2011), qui dispose d'un quai (voie unique) et un abri.
En septembre 2018, les trains cessent de desservir cette gare peu fréquentée. Auparavant, elle voyait s'arrêter des TER Grand Est de la relation Strasbourg-Ville - Saales - Saint-Dié-des-Vosges (ligne 13).

## Service des voyageurs
Gare fermée. 

## Patrimoine ferroviaire
Similaire à celui de la gare de Provenchères-sur-Fave, le bâtiment voyageurs correspond au plan type standard (version longue) pour les gares mises au point après 1918 par les Chemins de fer de l'Est. Il s'agit d'une version simplifiée du type 1903 dû à Paul-Adrien Gouny qui comporte un corps de logis à étages à la disposition en T reversé et une aile basse de cinq travées ; la première et la dernière sont remplacées côté rue par deux paires de fenêtres doubles tandis qu'une avancée ultérieure accueillant le bureau du chef de service a remplacé plusieurs travées donnant sur le quai. À noter que les nouvelles gares intermédiaires de la section Rothau – Saales – Provenchères, construites par l'AL, reprennent la même disposition générale ainsi que les toitures à demi-croupes (pans retroussés).